# A doppia mandata
A doppia mandata (À double tour) è un film del 1959 diretto da Claude Chabrol, tratto dal romanzo Il caso Ballou di Stanley Ellin.
Fu presentato alla 24ª Mostra del Cinema di Venezia, dove Madeleine Robinson vinse il premio per la miglior attrice.

## Trama
La famiglia Marcoux è un esempio di valori borghesi, ma le cose si complicano quando nella casa dei vicini arriva come ospite Leda Mortoni, una giovane artista. Henri Marcoux, capofamiglia, intreccia una relazione con Leda ostentandola senza riguardo con la moglie Thérèse e i figli Richard e Elisabeth. Thérèse cerca invano di distogliere il marito da quella che è diventata una vera e propria passione, e di fare in modo che Elisabeth interrompa l'amicizia con Laszlo, un giovane amico di Leda. Laszlo vorrebbe spingere Henri a lasciare la moglie e moltiplica le provocazioni contro la famiglia Marcoux. 
I giovani Marcoux cercano di sopportare la difficile situazione che si viene pian piano creando, ma in mancanza di affetto i componenti della famiglia si lanciano accuse e si rinfacciano colpe l'un l'altro. Thérèse, umiliata dal marito e disobbedita dalla figlia, trova comprensione soltanto nel figlio maschio che, pur non essendo in grado di difenderla, decide almeno di vendicarla uccidendo Leda.
I sospetti cadono su Laszlo e su un suo amico, ma Laszlo, avendo visto Richard nelle vicinanze della casa di Leda la sera del delitto, lo affronta e in una drammatica discussione lo costringe a dire la verità.

## Curiosità
- Nel film Jean-Paul Belmondo interpreta il personaggio László Kovács, pseudonimo del suo personaggio Michel Poiccard in Fino all'ultimo respiro.